# Fiorella Faltoyano
María Blanca Fiorella Renzi Gil, coneguda com a Fiorella Faltoyano (Màlaga, 19 d'octubre de 1949), és una actriu espanyola.

## Biografia
Cursa estudis dramàtics i el 1967 debuta en la companyia teatral de Nati Mistral. Gairebé al mateix temps, apareix en la pel·lícula Club de solteros, de Pedro Mario Herrero i aconsegueix popularitat com a actriu en els programes de televisió Hora once, Teatro de siempre, Estudio 1 o Novela i com a presentadora de l'espectacle Señoras i señores!, en la versió realitzada per José María Quero el 1974-75.
El 1977, aconsegueix el seu major èxit cinematogràfic com a protagonista d'Asignatura pendiente, de José Luis Garci, amb qui repeteix en Solos en la madrugada (1978) —de nou al costat de José Sacristán— i en Canción de cuna (1994). Treballa en altres pel·lícules, com La colmena (1982) i Después del sueño (1992), de Mario Camus; ¡Biba la banda! (Ricardo Palacios, 1987); La sombra del ciprés es alargada (Luis Alcoriza, 1990) i La sal de la vida (Eugenio Martín, 1996).
Paral·lelament, potencia la seva carrera televisiva, participant en La máscara negra (1982), Tango (1991), La Regenta (1995), Hermanos de leche (1994-95), Cuéntame cómo pasó (2003-04), Obsessió (2005), Hospital Central (2006), Alfons, el príncep maleït (2010) i Amar en tiempos revueltos (2011).
Per al teatre, protagonitza Ellas, la extraña pareja (2001-02), La calumnia (2004-07), Agnès de Déu (2007-09) i Galdosiana (2009-10), obres en les quals comparteix cartell i labors de producció amb l'actriu Cristina Higueras amb la seva companyia Nueva Comedia.

## Vida personal
D'origen gallec, filla biològica de Ramón Pardo Arias (1909-1998), natural i posteriorment alcalde de Pantón (Lugo) i de María Asunción Gil Paradela (1921-2007), natural de Madrid, que passava temporades estivals prop de Pantón amb la seva família.
Té dos germans de mare, Mauricio i Constantino, fills del matrimoni de la seva mare amb l'empresari Constantino Faltoyano.

### Matrimoni i descendència
Té un fill, Daniel, del seu matrimoni amb el productor José Luis Tafur Carande (1929-2012). Unida després a Fernando Méndez-Leite.
Té dues netes, Natalia i Alejandra.

## Filmografia
- Luminaria (2005, curtmetratge), d'Álvaro Giménez-Sarmiento.
- El síndrome Martins (1999, curtmetratge), de Jaime Magdalena.
- La sal de la vida (1995), d'Eugenio Martín.
- Canción de cuna (1994), de José Luis Garci.
- Tocando fondo (1993), de José Luis Cuerda.
- Después del sueño (1992), de Mario Camus.
- La sombra del ciprés es alargada (1990), de Luis Alcoriza.
- Gallego (1987), de Manuel Octavio Gómez.
- ¡Biba la banda! (1987), de Ricardo Palacios.
- A la pálida luz de la luna (1985), de José María González-Sinde.
- Café, coca y puro (1984), d'Antonio del Real.
- La colmena (1982), de Mario Camus.
- Cristóbal Colón, de oficio... descubridor (1982), de Mariano Ozores.
- La campanada (1979), de Jaime Camino.
- Solos en la madrugada (1978), de José Luis Garci.
- Asignatura pendiente (1977), de José Luis Garci.
- Colorín colorado (1976), de José Luis García Sánchez.
- Curro Jiménez (1976), (sèrie) d'Antonio Larreta
- Las panteras se comen a los ricos (1969), de Tito Fernández.
- Un día es un día (1968), de Francisco Pròsper.
- Club de solteros (1967), de Pedro Mario Herrero.

## Televisió
- Los misterios de Laura
  - Laura y el misterio de la habitación 308 (14 gener 2014)
- Amar en tiempos revueltos (2011)
- Alfonso, el príncipe maldito (2010)
- 700 euros, diario secreto de una call girl (2008)
- Marqués mendigo (2007), de Manuel Estudillo.
- Les moreres (2007)
- Hospital Central (2006)
- Obsesión (2005)
- Cuéntame como pasó (2003-2004)
- La vida en el aire (1997)
- Hermanos de leche (1994-1995)
- Truhanes
  - Yo perdí todo en veinte días (6 març 1994)
- La Regenta (1995), de Fernando Méndez-Leite.
- Tango (1991)
- Curro Jiménez
  - Los rehenes (8 maig 1977)
- ¡Señoras y señores! (1974-1975), de Valerio Lazarov.
- Ficciones
  - El maleficio (4 novembre 1972)
- Visto para sentencia
  - La segunda perla (16 agost 1971)
- Sospecha
  - La escalada de la Señora Stitch (6 juliol 1971)
  - La paga del policía (31 agost 1971)
  - La tía de Ambrosio (4 juny 1971)
- Teatro de misterio
  - El sello de lacre (14 setembre 1970)
- Teatro de siempre
  - Intriga y amor (9 febrer 1970)
  - La tejedora de sueños (30 març 1970)
  - Los recién casados (11 maig 1970)
  - Por la fuente, Juana (6 juliol 1970)
  - El misántropo (24 agost 1970)
  - Los cuervos (5 novembre 1970)
  - Madame Fimiani (27 novembre 1972)
- La risa española
  - Tres piernas de mujer (11 juliol 1969)
- El premio
  - Unos instantes (11 novembre 1968)
- Hora once
  - La prueba de la fidelidad (15 setembre 1968)
  - Cómo se casó Álvar Fáñez (5 setembre 1970)
  - El viudo Lowell (24 juliol 1971)
  - La falsa amante (11 novembre 1972)
  - Doble error (28 gener 1974)
- La pequeña comedia
  - El anuncio (21 juny 1968)
- Las doce caras de Juan
  - Virgo (9 desembre 1967)
- Estudio 1
  - Una doncella francesa (3 agost 1966)
  - La vida es sueño (1967)
  - El niño de los Parker (20 febrer 1968)
  - Un paraguas bajo la lluvia (11 febrer 1969)
  - Catalina de Aragón (22 juliol 1969)
  - Los recién casados (26 març 1971)
  - No habrá Guerra de Troya (30 abril 1971)
  - La enemiga (24 setembre 1971)
  - Celos del aire (19 novembre 1971)
  - Los milagros del desprecio (14 juliol 1972)
  - Las flores (30 març 1973)
  - El aprendiz de amante (4 agost 1975)
  - El alma se serena (8 setembre 1975)
  - Usted puede ser un asesino (29 febrer 2000)
- Hermenegildo Pérez, para servirle (1966)
- Historias para no dormir
  - El asfalto (24 juny 1966)
  - El trasplante (15 març 1968)
- Tiempo y hora
  - La casualidad (27 març 1966)
- Novela
  - La rima (23 gener 1966)
  - Contraseña del alba (12 abril 1966)
  - El sistema Pelegrín (17 octubre 1966)
  - Nosotros, los Rivero (2 juny 1969)
  - El diablo en la botella (17 maig 1971)
  - El casamiento (9 agost 1971)
  - El Conde Fernán González (18 octubre 1971)
  - Luz y conciencia de Borja (30 octubre 1972)
  - Humillados y ofendidos (2 gener 1973)
  - La feria de las vanidades (23 abril 1973)
  - Los Dombey (30 agost 1976)
  - Pequeño teatro (7 març 1977)
  - La duquesa de Langeais (25 desembre 1978)

## Premis i nominacions
Medalles del Cercle d'Escriptors Cinematogràfics
| Any  | Categoria     | Pel·lícula      | Resultat   |
| ---- | ------------- | --------------- | ---------- |
| 1994 | Millor actriu | Canción de cuna | Guanyadora |

- Per les seves contínues actuacions en TVE, és guardonada amb els premis: Popularitat Diari Pueblo i TP.
- Va ser nomenada Rabaliana 2012 per l'Associació Milana Bella.[11]